# Robert Innes
Robert Thorburn Ayton Innes (Edimburgo, 10 de noviembre de 1861-Londres, 13 de marzo de 1933). Astrónomo escocés. Entre sus descubrimientos más llamativos figura el de Próxima Centauri (la estrella más cercana al sistema solar) en el año 1915.

## Semblanza
Innes dejó los estudios a los 12 años, pero se interesó por la astronomía, siendo miembro de la Royal Astronomical Society desde los 17 años. Radicado en Australia, realizó observaciones sobre las perturbaciones de las órbitas de Marte y Venus.
Fue invitado a Sudáfrica en 1896 por David Gill para trabajar en el Real Observatorio del Cabo, en Ciudad del Cabo, como Secretario y Bibliotecario, con un modesto salario. Fue el primer director (1903-1927) del Departamento Meteorológico de Transvaal, una estación meteorológica cuyo cometido fue ampliándose y posteriormente dedicado en exclusiva a la observación astronómica, llamándose sucesivamente Observatorio del Transvaal y más tarde Observatorio Union. 
Observador infatigable de estrellas dobles, llegó a descubrir unas 1600, publicando en diciembre de 1894 su primera lista. Introdujo el comparador de parpadeo, que empleó en 1915 para descubrir a Próxima Centauri (pareja de Alfa Centauri); también hizo importantes contribuciones en mecánica celeste. Junto con el astrónomo danés Thorvald Nicolai Thiele (1838-1910) introdujo los parámetros orbitales para las estrellas dobles conocidas hoy día como constantes de Thiele-Innes. Fue también el primero en observar el cometa C/1910 A1, el 12 de enero de 1910.

## Reconocimientos
- En su homenaje se ha bautizado un asteroide, (1658) Innes, y el cráter lunar Innes en la cara oculta. En 1923 fue nombrado doctor honoris causa por la Universidad de Leiden.